# Brien McMahon

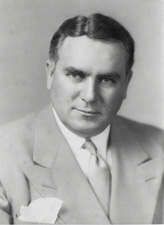
Brien McMahon

James O’Brien McMahon (* 6. Oktober 1903 in Norwalk, Connecticut; † 28. Juli 1952 in Washington, D.C.) war ein US-amerikanischer Politiker der Demokratischen Partei. Von 1945 bis zu seinem Tod saß er für den US-Bundesstaat Connecticut im US-Senat.

## Biographie
1903 wurde McMahon in Norwalk geboren. Er studierte Jura. An der Fordham University machte er 1924 seinen Abschluss, an der Yale University 1927. Im gleichen Jahr wurde er auch als Rechtsanwalt zugelassen. In Norwalk eröffnete er eine eigene Rechtsanwaltskanzlei. Später arbeitete er als Richter in Diensten der Stadt Norwalk. Der United States Attorney General Homer S. Cummings berief McMahon 1933 zu seinem persönlichen Assistenten. 1935 wurde er dann zum United States Assistant Attorney General befördert. Er übernahm die Leitung über die Kriminalitätsabteilung.
1939 zog sich McMahon dann aus der Verwaltung zurück. Er machte sich wieder mit einer eigenen Kanzlei in Norwalk selbständig. 1940 heiratete McMahon Rosemary Turner. Mit ihr hatte er die Tochter Patricia.
1944 kandidierte McMahon dann erfolgreich für einen Sitz im US-Senat. Er setzte sich dabei gegen John A. Danaher durch. McMahon vertrat fortan internationalistische Ansichten. Zum Ende des Jahres 1945 wurde McMahon zum Vorsitzenden des Spezialkomitees für atomare Energie gewählt. Am Ende der Ausschussarbeit stand das Atomenergiegesetz, welches auch als McMahon-Gesetz bezeichnet wird. Als Folge dieses Gesetzes wurde das United States Congress Joint Committee on Atomic Energy begründet. McMahon war mehrfach dessen Vorsitzender. Nachdem im Juli 1945 in der Nähe von Alamogordo in New Mexico die erste Atombombe gezündet wurde, bezeichnet McMahon diesen Tag als den schönsten Tag seit der Geburt Jesu Christi.
1950 wurde McMahon von den Bürgern Connecticuts im Amt bestätigt. 1952 verstarb McMahon an einer Krebserkrankung in Washington, D.C. Er wurde auf dem St. Mary’s Cemetery in Norwalk beigesetzt.